# Bitwa pod Janowem Podlaskim

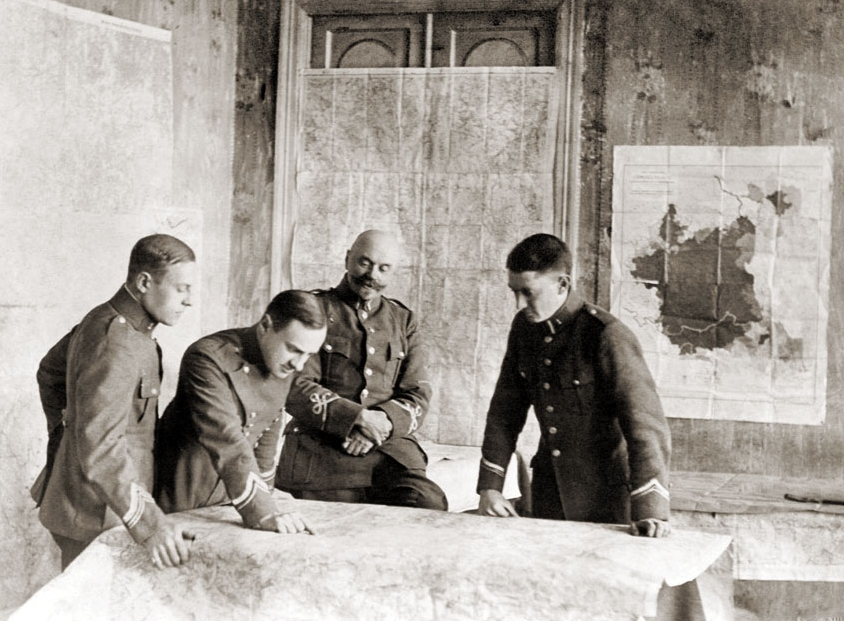
Gen. Daniel Konarzewski i sztab 14 Dywizji Piechoty; 1920

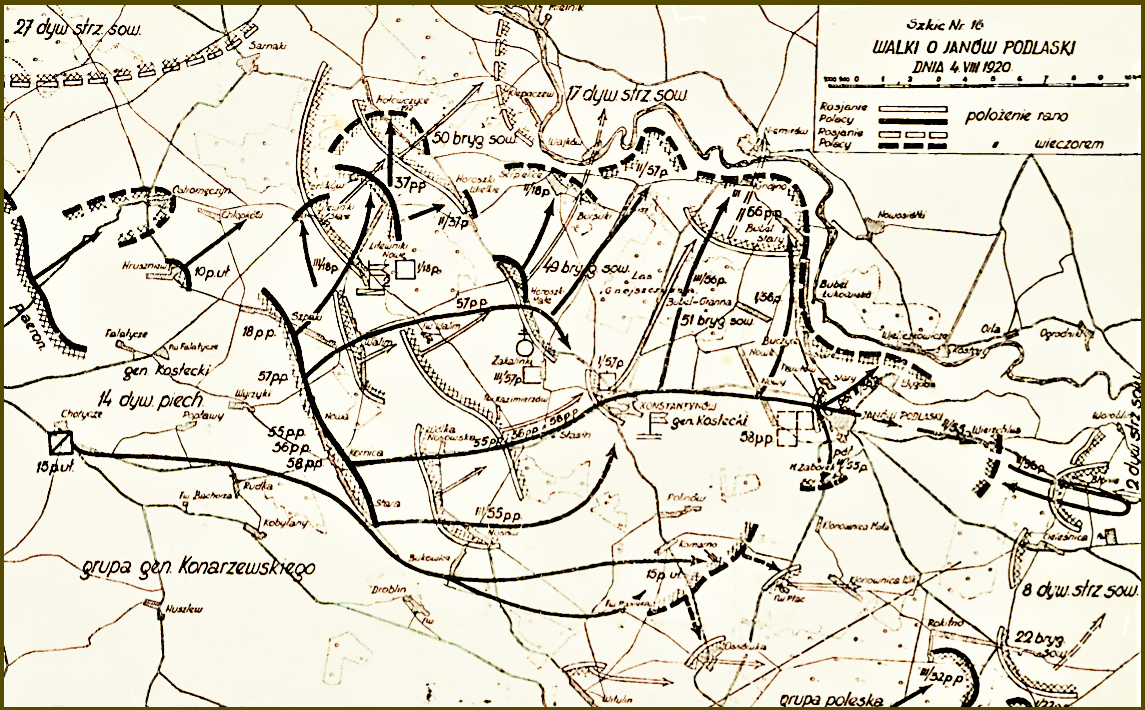
Walki o Janów Podlaski 4 sierpnia 1920

Bitwa pod Janowem Podlaskim – część bitwy nad Bugiem. Walki 14 Wielkopolskiej Dywizji Piechoty i Grupy pułkownika Kazimierza Ładosia z oddziałami sowieckich 17., 2. i 8 Dywizji Strzelców w czasie II ofensywy Frontu Zachodniego Michaiła Tuchaczewskiego w okresie wojny polsko-bolszewickiej.

## Sytuacja ogólna
W pierwszej dekadzie lipca przełamany został front polski nad Autą, a wojska Frontu Północno-Wschodniego gen. Stanisława Szeptyckiego cofały się pod naporem ofensywy Michaiła Tuchaczewskiego.
Naczelne Dowództwo Wojska Polskiego nakazało powstrzymanie wojsk sowieckiego Frontu Zachodniego na linii dawnych okopów niemieckich z okresu I wojny światowej.
Sytuacja operacyjna, a szczególnie upadek Wilna i obejście pozycji polskich od północy, wymusiła dalszy odwrót wojsk polskich.
1 Armia gen. Gustawa Zygadłowicza cofała się nad Niemen, a 4 Armia nad Szczarę.
Obrona wojsk polskich na linii Niemna i Szczary również nie spełniła oczekiwań. W walce z przeciwnikiem oddziały polskie poniosły duże straty i zbyt wcześnie rozpoczęły wycofanie na linię Bugu.
Plan polskiego Naczelnego Dowództwa zakładał, że 1. i 4 Armia oraz Grupa Poleska do 5 sierpnia będą bronić linii Narew – Orlanka oraz Leśna – Brześć aby umożliwić przygotowanie kontrofensywy z rejonu Brześcia na lewe skrzydło wojsk Frontu Zachodniego Michaiła Tuchaczewskiego. Rozstrzygającą operację na linii Bug, Ostrołęka, Omulew doradzał też gen. Maxime Weygand.
Już 31 lipca 4 Armia gen. Leonarda Skierskiego przekroczyła Bug w rejonie Mielnika i obsadziła zachodni brzeg rzeki na odcinku Granne – Pratulin. Oddziały grupy płk. Stanisława Kaliszka przeszły na lewy brzeg Bugu w Drohiczynie, 14 Wielkopolska Dywizja Piechoty między Pratulinem a Janowem Podlaskim.
1 sierpnia po utracie pozycji nad Orlanką i Leśną, lewe skrzydło 4 Armii wycofało się za Bug.
W ślad za nią do natarcia kontynuowała sowiecka 16 Armia Nikołaja Sołłohuba. Na Drohiczyn uderzyła 27 Dywizja Strzelców, na Łosice 17 Dywizja Strzelców, na Międzyrzec – Białą Podlaską 8 Dywizja Strzelców.
W rejonie Janowa Podlaskiego koncentrowała się 14 Dywizja Piechoty gen. Daniela Konarzewskiego z zadaniem obrony Bugu na odcinku Pratulin – Niemirów. Lewego skrzydła broniła grupa gen. Zdzisława Kosteckiego broniąca Bugu od Niemirowa do Furstendorfu.
Na prawo od grupy gen. Konarzewskiego broniła się  Grupa Poleska gen. Sikorskiego, a obronę rejonu Drohiczyna zapewniała grupa gen. Władysława Junga.

## Walki pod Janowem Podlaskim
1 sierpnia sowiecka 17 Dywizja Strzelców sforsowała Bug między Mielnikiem i Niemirowem i podeszła pod Janów Podlaski. Dowódca 4 Armii gen. Skierski rozkazał gen. Konarzewskiemu, by wspólnie z oddziałami grupy gen. Junga uderzyć na Mielnik oraz Serpelice i wyrzucić przeciwnika za Bug.
2 sierpnia oddziały polskie opanowały Serpelice i Gnojno. Nie udało się  jednak opanować Mielnika.
W tym dniu sowiecka 8 Dywizja Strzelców sforsowała rzekę Bug pod Pratulinem i wyszła na tyły 14 Wielkopolskiej Dywizji Piechoty w rejonie Janowa i ruszyła na Białą Podlaską. Spowodowało to zagrożenie tyłów Grupy Poleskiej gen. Władysława Sikorskiego i odwrót jej lewego skrzydła na linię Krzny.
Polacy próbowali zorganizować uderzenia na Pratulin siłami grupy płk. Kazimierza Ładosia z Białej Podlaskiej i grupy gen. Daniela Konarzewskiego. Grupa płk. Ładosia nie zdążyła się jednak jeszcze zorganizować, a gen. Konarzewski, w obawie o swoje prawe skrzydło, wycofał swoje oddziały na linię Kornica-Bordziłówka. 
Dopiero 4 sierpnia uderzono na Janów Podlaski siłami grupy gen. Konarzewskiego od zachodu i płk. Ładosia od południa.
55 poznański pułk piechoty atakował dwoma kolumnami: I i II bataliony wraz z 9. i 10 kompanią oraz 3 kompanią karabinów maszynowych maszerowały wzdłuż drogi do Janowa, a 11. i 12 kompania tworzyły prawe ubezpieczenie boczne mając też za zadanie zdobycie Konstantynowa.
Po krótkiej walce Konstantynów został zdobyty, a I batalion prowadził dalej natarcie na Janów.
Współdziałający z 55 pp 56 pułk piechoty wielkopolskiej wyruszył z Kornicy, a po zajęciu Konstantynowa, I i III bataliony pomaszerowały na Gnojno. III batalion wyrzucił przeciwnika z folwarku Gnojno, ale ogień flankowy z Bubla i Łukowiskiego wstrzymał jego natarcie. W późnych godzinach wieczornych I batalion zajął te miejscowości. Około południa 55 i 56 pułki piechoty opanowały Janów Podlaski, późnym wieczorem wyrzuciły Sowietów za Bug pod Gnojnem, a  oddziały grupy gen. Kosteckiego dotarły do Bugu. 
Nacierająca równolegle  grupa płk. Ładosia nie mogła jednak przełamać oporu 8 Dywizji Strzelców pod Rokitnem. Dopiero następnego dnia wznowiła natarcie i stopniowo posuwała się do przodu walcząc zarówno z oddziałami 8 DS jak i nowo przybyłej 2 Dywizji Strzelców.
W tym czasie Grupa Poleska gen. Sikorskiego odzyskała część utraconych pozycji nad Bugiem, ale grupa gen. Junga poniosła klęskę pod Drohiczynem.
W zaistniałej sytuacji, w dowództwie polskim powstał plan przerzucenia grupy gen. Konarzewskiego do Sarnak i uderzenia wzdłuż Bugu na siły sowieckie. Obronę Bugu aż do Mielnika miałaby zapewnić Grupa Poleska.
W tym samym czasie dowódca sowieckiej 16 Armii Nikołaj Sołłohub podjął decyzję skierowania 2. i 10 DS pod Niemirów i Drohiczyn.
6 sierpnia  oddziały polskie otrzymały rozkaz odwrotu. Wojsko Polskie dokonywało przegrupowań i szykowało się do rozstrzygającego starcia, do bitwy nad Wisłą.

## Bilans walk
Kilkudniowa bitwa stoczona w rejonie Janowa Podlaskiego powstrzymała marsz 16 Armii na Warszawę, przyniosła jej wiele strat i spowodowała duże zużycie amunicji.
Miało to duży wpływ na postawę tej armii w okresie polskiej kontrofensywy znad Wieprza.